# Kim Hyong-gwon
Kim Hyong-gwon (Hangul: 김형권; 4 de noviembre de 1905 - 12 de enero de 1936) fue un revolucionario coreano. Es conocido por atacar una comisaría de policía japonesa en la Corea ocupada por los japoneses y, posteriormente, morir en la prisión de Seodaemun de Seúl, donde estaba cumpliendo su condena.
Kim Hyong-gwon era tío del líder fundador de Corea del Norte, Kim Il-sung. Como tal, se encuentra entre los miembros de la familia Kim más famosos en la propaganda de Corea del Norte. El Condado de Kimhyonggwon en Corea del Norte lleva su nombre.

## Biografía
En su juventud, Kim Hyong-gwon estudió en la escuela Sunhwa cerca de su casa en la actual Mangyongdae, Pionyang.
Kim fue un luchador revolucionario y un comunista activo en la década de 1930. Su personalidad ha sido descrita como "irascible.  En agosto de 1930, dirigió un pequeño destacamento de guerrillas a través del río Amnok (Yalu) hacia la Corea ocupada por los japoneses desde Manchuria.  Las acciones de su pequeño grupo cerca de Pungsan en ese momento fueron notadas por la prensa japonesa.  Capturó dos coches de policía japoneses, y ambos actos ocurrieron en terreno montañoso.  Algún tiempo después de atacar una estación de policía japonesa en Pungsan, fue arrestado cerca de Hongwon . Fue sentenciado a 15 años de prisión cuando tenía 28 años. Murió el 12 de enero de 1936, durante su condena en  prisión de Seodaemun, donde los disidentes antijaponeses fueron detenidos 1910-1945 en condiciones crueles.